# Enrique San Pedro
Enrique San Pedro SJ (* 9. März 1926 in Havanna, Kuba; † 17. Juli 1994 in Miami, USA) war ein kubanisch-US-amerikanischer Ordensgeistlicher und römisch-katholischer Bischof von Brownsville.

## Leben
Enrique San Pedro trat in den Jesuitenorden ein und empfing am 18. März 1957 das Sakrament der Priesterweihe.
Papst Johannes Paul II. ernannte ihn am 1. April 1986 zum Titularbischof von Siccesi und zum Weihbischof in Galveston-Houston. Die Bischofsweihe spendete ihm der Bischof von Galveston-Houston, Joseph Anthony Fiorenza, am 29. Juni desselben Jahres; Mitkonsekratoren waren der Erzbischof von Miami, Edward Anthony McCarthy, und Weihbischof Agustín Román Rodríguez aus Miami.
Am 13. August 1991 wurde er zum Koadjutorbischof von Brownsville ernannt und am 26. September desselben Jahres in das Amt eingeführt. Mit dem Rücktritt von John Joseph Fitzpatrick am 30. November 1991 folgte er diesem als Bischof von Brownsville nach.